# Val Mulkerns
Val Mulkerns (* 14. Februar 1925 in Dublin; † 10. März 2018) war eine irische Schriftstellerin.

## Leben
Sie besuchte das Dominican College in Dublin und arbeitete später im Staatsdienst. Seit 1948 war sie überwiegend als freischaffende Schriftstellerin tätig. In den frühen 1950er Jahren war sie Redakteurin der Zeitschrift The Bell. Darüber hinaus arbeitete sie als Rezensentin, Rundfunksprecherin und Theaterkritikerin. Sie schrieb Kurzgeschichten und Romane. Sie war Mitglied von Aosdána.

## Werke (Auswahl)
- A Time Outworn, 1951
- A Peacock Cry, 1954
- Antiquities, 1978
- An Idle Woman, 1980
- The Summerhouse, 1984
- Friends With the Enemy, 2016